# Ironoquia parvula
Ironoquia parvula är en nattsländeart som först beskrevs av Banks 1900.  Ironoquia parvula ingår i släktet Ironoquia och familjen husmasknattsländor. Inga underarter finns listade i Catalogue of Life.